# Aucamville (Tarn i Garonna)
Aucamville – miejscowość i gmina we Francji, w regionie Oksytania, w departamencie Tarn i Garonna.
Według danych na rok 1990 gminę zamieszkiwały 744 osoby, a gęstość zaludnienia wynosiła 32 osób/km² (wśród 3020 gmin regionu Midi-Pireneje Aucamville plasuje się na 442. miejscu pod względem liczby ludności, natomiast pod względem powierzchni na miejscu 460.).

## Zabytki

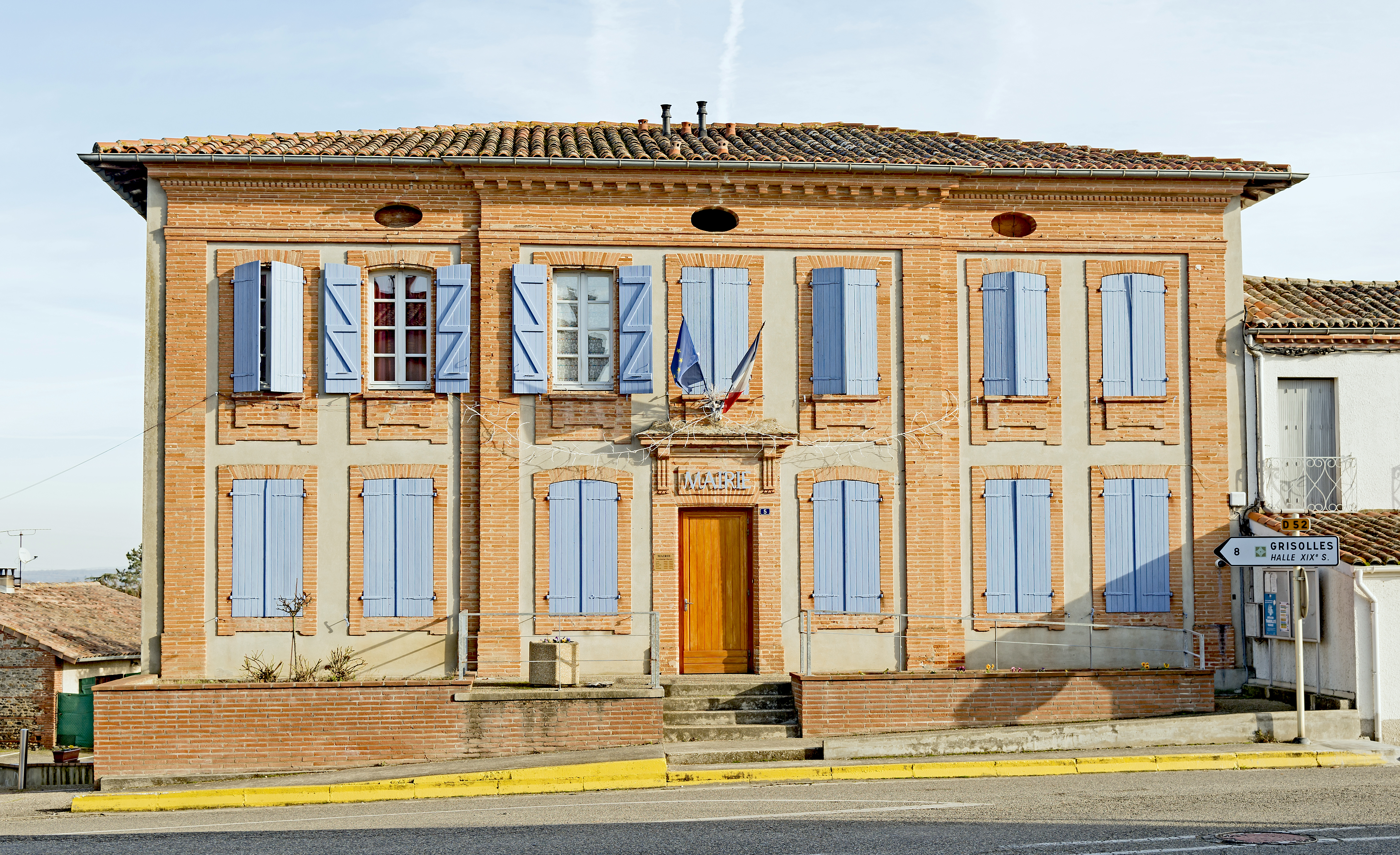
Ratusz.
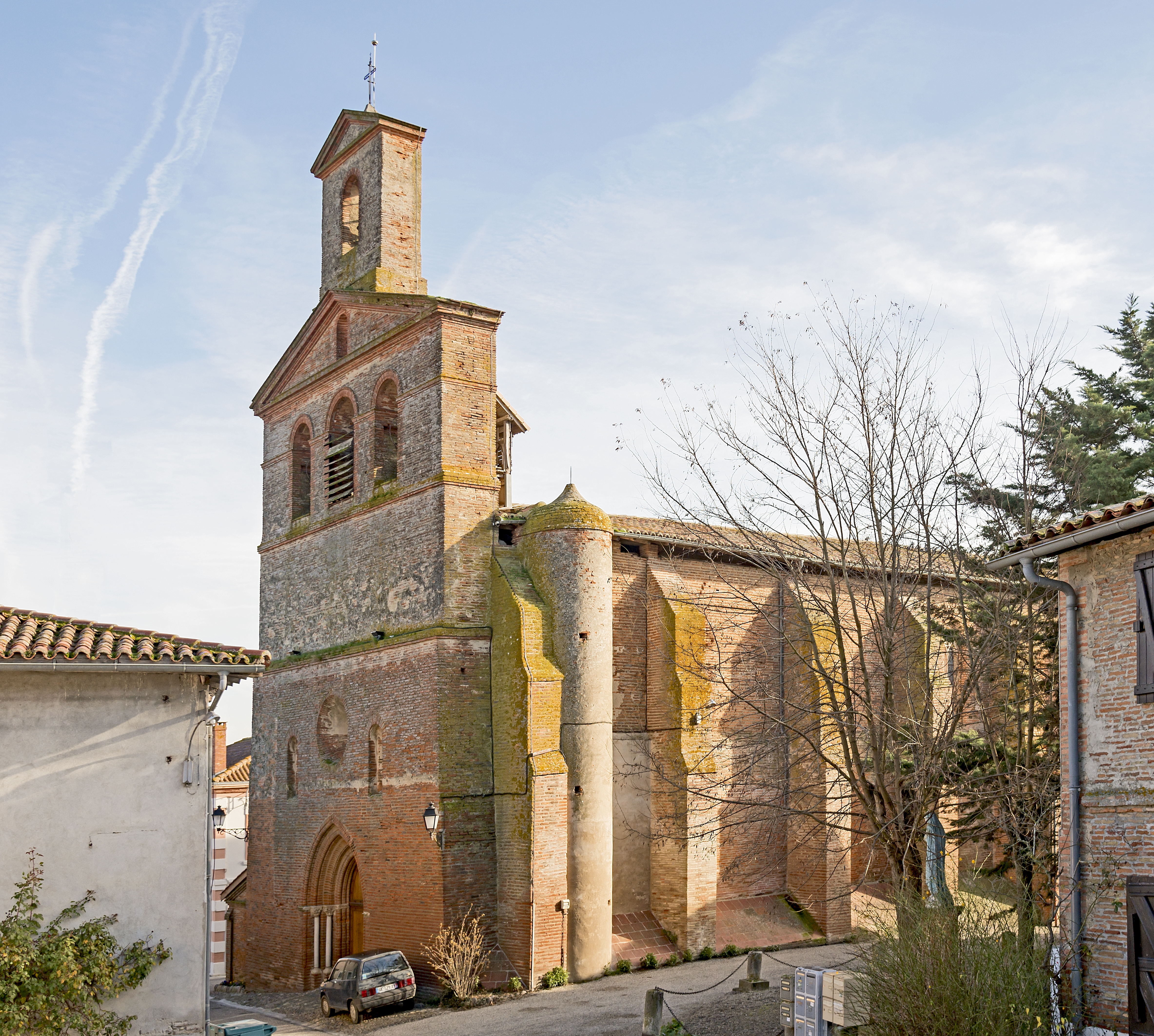
Kościół Saint Martin
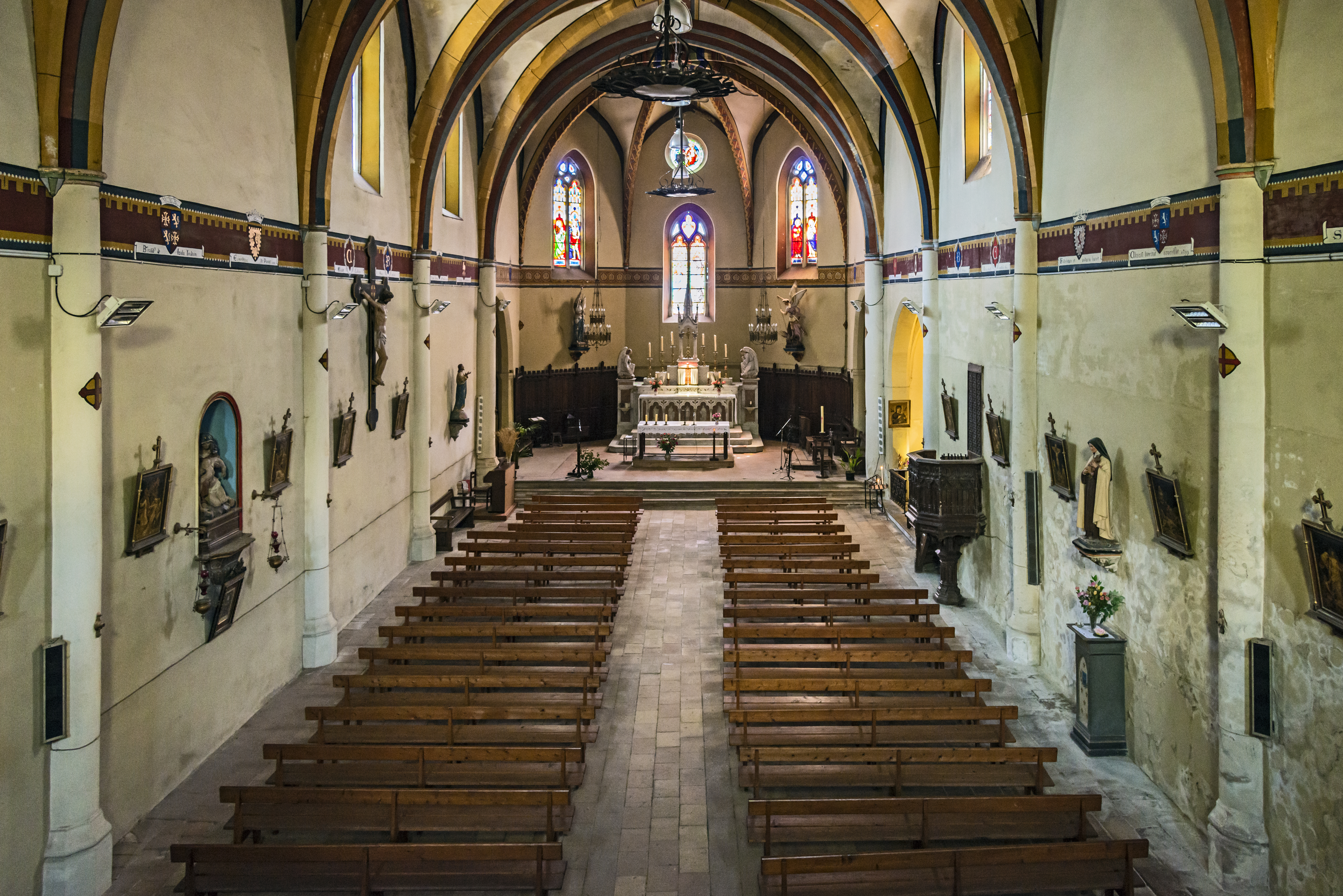
Kościół Saint Martin
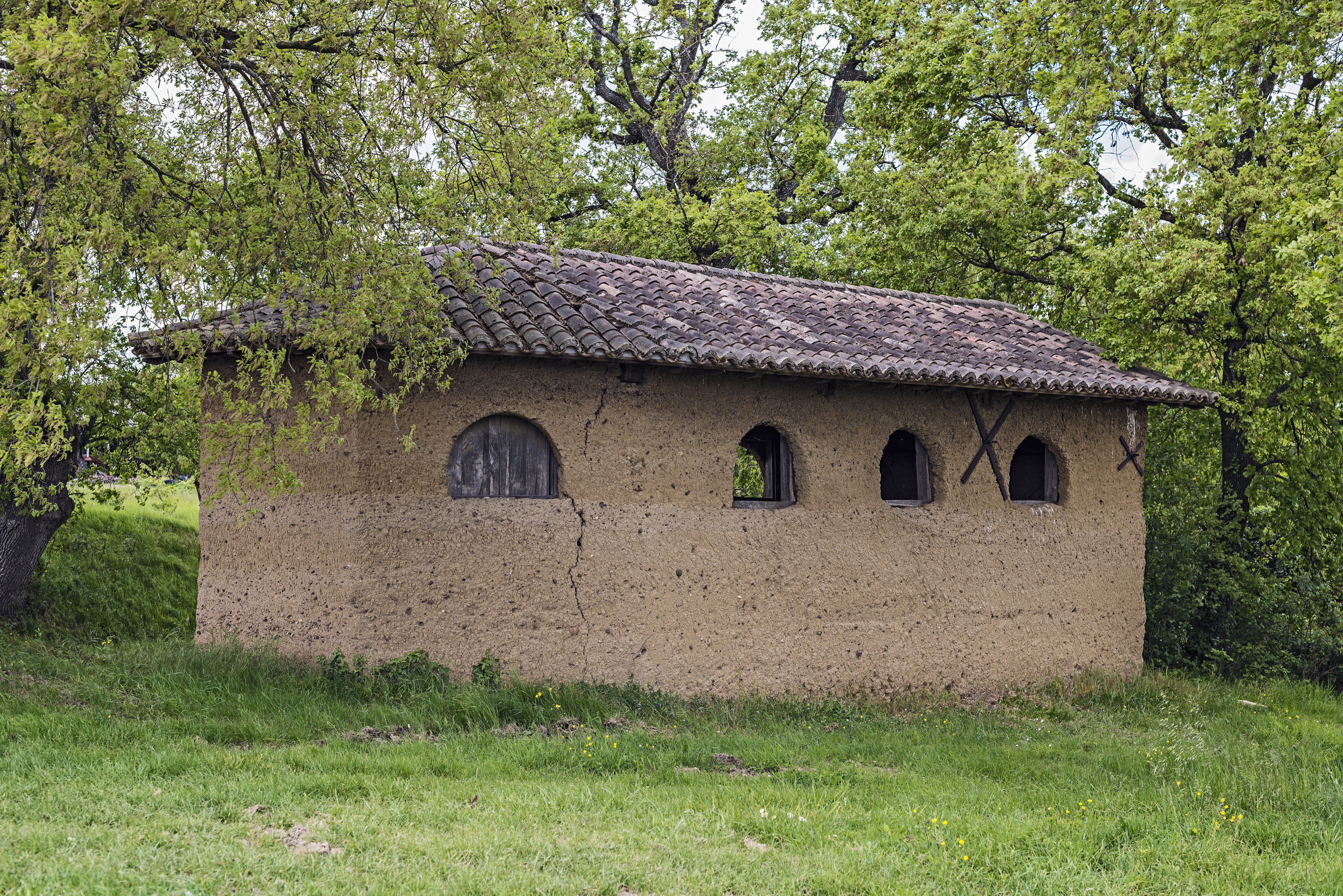
Kaplica św Jana Chrzciciela
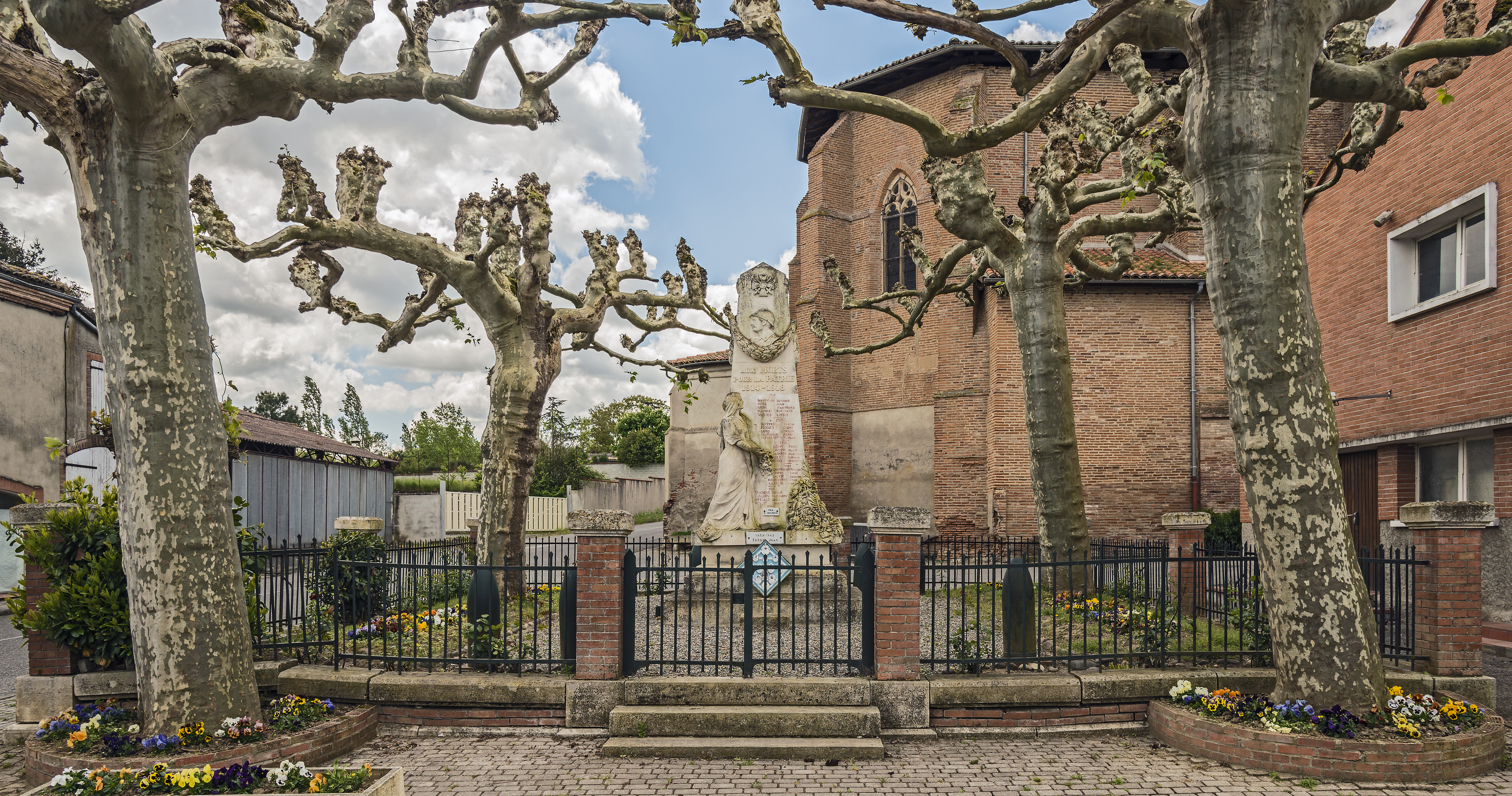
Pomnik wojenny